# エルナークの財宝
『エルナークの財宝』（エルナークのざいほう）は、1987年8月10日にトーワチキから発売されたファミリーコンピュータ用ゲームソフト。

## 概要
謎解き要素がある見下ろし型のアクションゲーム。プレイヤーはナイフなどの武器を飛ばして敵を倒しながら、消息を絶った友人ジョー・クロサワと財宝を追う。
理不尽な謎解きに加えて攻略本も発売されておらず、攻略情報が広まったのは10年以上後のことである（#攻略法発見に至る経緯を参照）。

## ゲーム内容
十字キーで上下左右のいずれかに移動（斜め移動はできない）、Aボタンで攻撃、Bボタンでステージ中のオブジェクトからヒントを探し出し、謎を解くことで進行していく。
敵は画面端から出現し、主人公と違って自由自在に移動してくる。攻撃はどの位置からでも主人公の方向に発射され、少しずれた位置（主に主人公の進行方向）に飛んでくるため回避が難しい。
画面上には体力ゲージに加えて「性格ゲージ」が表示され、道中のアイテム取得などで「ライト（Ｌ）」か「ダーク（Ｄ）」のどちらかに寄っていく。説明書では「ダークサイドの方が強い」と明言された上で、以下の内容が記載されている。

### 登場人物
主人公
プレイヤーの分身であり、友人思いの正義漢。ジョーからの手紙を受け取り、彼が待っているというモレイの遺跡へ向かう。
ジョー・クロサワ
主人公の親友で、トレジャーハンター。エルナークの財宝を求めて南米のラデアを訪れていたが、ネクロミアの神殿に向かう前夜に主人公へ助力を求める手紙を送った。
謎の少女
ラデアに到着した主人公に「聖なる石」を渡した見知らぬ少女。タイトル画面で放置していると表示されるプロローグにだけ登場する。
なぜか主人公の目的を知っており、「闇の勢力を滅ぼさねばあなたの友達を助けることはできません」と話しかけてくる。また、プレイヤーの行く手を遮る岩・木・柱などに聖なる言葉（ヒント）があることや、「性格ゲージ」の仕様、アイテムの効果を教えてくれる。

## 攻略法発見に至る経緯
発売から13年後の2000年冬にファンがクリアに成功し、その映像はテレビ東京系の番組「GameWave」で紹介されたほど。
同氏によると、プロローグで謎の少女が教えてくれるアイテムの効果に誤情報が混ざっていること、目盛りの数字に重要な要素があることが最終面攻略不能の原因である。テレ東で紹介された際は、目盛りの件はバグのように扱われている。自分よりも前にエンディング画面を掲載したウェブサイトが存在していたが、画面の画像だけあって最終面の攻略法が書いていなかったので正規の方法でたどり着いたのか分からないと述べている。
なお、『説明書に「天使の描かれたレリーフみたいなアイテムを取ると属性が8目盛りライトに近づく」という誤情報が記載されている』という話が出回っていたが、説明書にはそういった記述は存在しない。同社が前年に発売した『シャーロック・ホームズ 伯爵令嬢誘拐事件』の説明書に致命的な誤情報があったため、それと混同されて伝わった可能性が高い。